# Vèbre
Vèbre é uma comuna francesa na região administrativa de Occitânia, no departamento de Ariège. Estende-se por uma área de 5,19 km². Em 2010 a comuna tinha 126 habitantes (densidade: 24,3 hab./km²).